# Kupte jeden, dostanete druhý zdarma

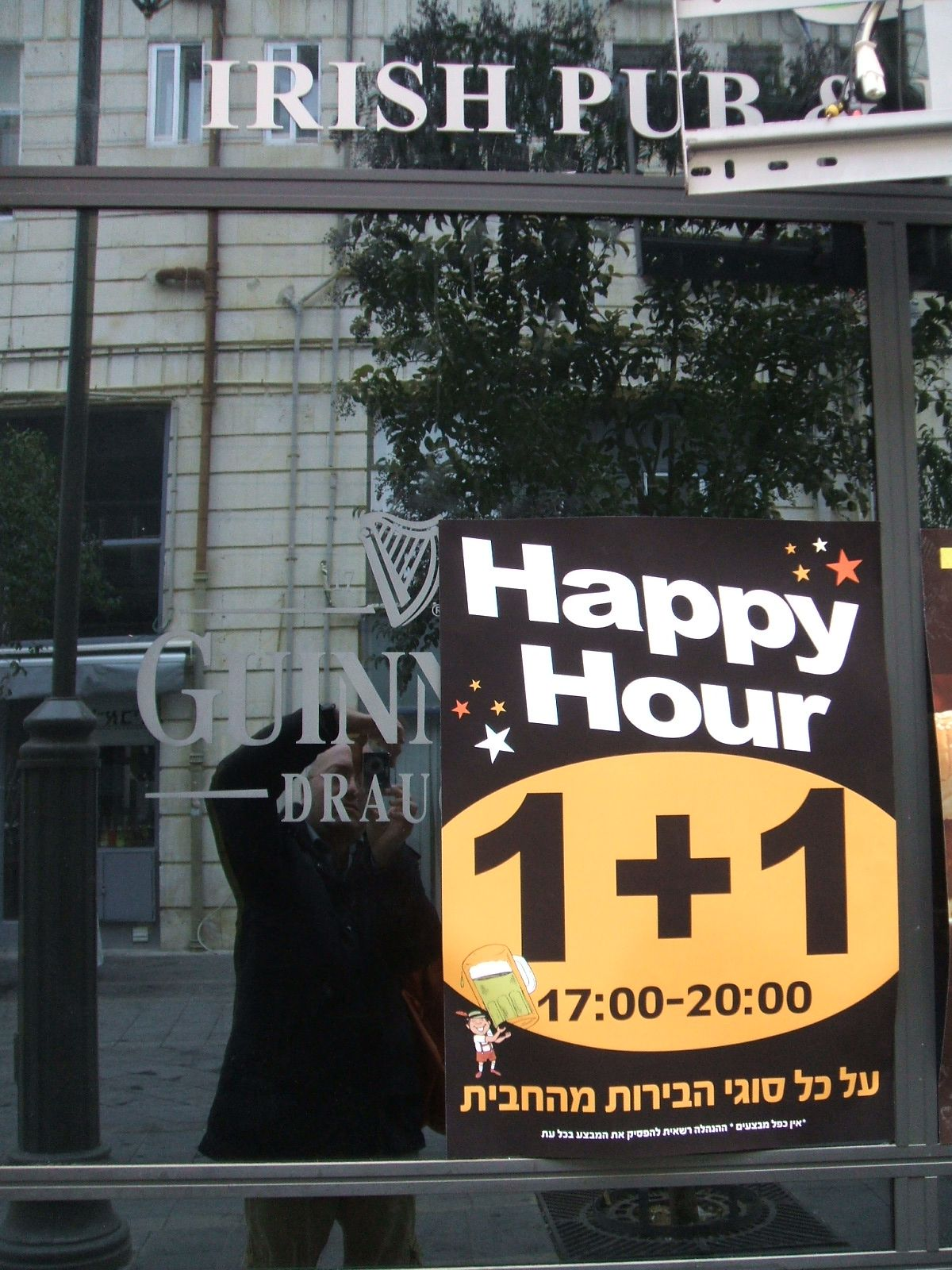
Zde je vidět že obchodní prodejce nabízí 1 + 1 věc zdarma

Kupte jeden, dostanete druhý zdarma je známou formou prodeje. Řadí se k oblastem určování ceny a podpory prodeje. Je známá pod akronymem BOGO (Buy One Get One) nebo BOGOF (Buy One Get One Free).

## Definice
Nejčastěji se používá při propagaci nového produktu (ten se prodává společně s produktem již známým), nebo u nových výrobků, které jsou spolu příbuzné.
Tato technika propagace je oblíbená především mezi zákazníky a nejvíce se používá v oblasti spotřebního zboží. Jeden ze dvou produktů je spotřebiteli nabídnut zdarma, přičemž firma generuje zisk z jiných služeb/produktů (klientů), které produkt "dotují".
Tato forma podpory prodeje je vhodná především pro firmy, které mají omezené prostředky na reklamu. Smyslem je přilákat nové zákazníky, zvýšit objem prodeje, pěstování loajality zákazníka nebo zvýšení počtu zakoupení daného výrobku.
Hlavní výhodou je zajisté rychlá a intenzivní reakce zákazníka (zvláště pokud je nabídka prezentovaná jako časově omezená). Na druhou stranu tato reakce nemívá dlouhé trvání. Také je známou skutečností, že u obchodů, které tento typ podpory prodeje používají příliš často, může docházet ke snižování motivace zákazníků výrobek kupovat.
Je důležité uvědomit si, že tato forma prodeje má souvislost s celým marketingovým mixem.

## Praktické využití
V praxi prodejci využívají různé přístupy a triky, jak zákazníka zaujmout a přesvědčit, že daná koupě je skutečně výhodná. Slovo Zdarma totiž na zákazníky působí jako magnet. Zákazníci v představě, že dostanou něco zdarma, výrobek koupí, i když jej vlastně nepotřebují. 
Existuje několik modelů použití této formy prodeje:[zdroj?]
1. MODEL 1: 1 prodávající - 2 různé produkty - 1 zákazník
2. MODEL 2: 2 prodávající - 2 různé produkty - 1 zákazník
3. MODEL 3: 1 prodávající - 1 produkt - 2 zákazníci
4. MODEL 4: 1 prodávající - 1 produkt - 1 zákazník

### Model 1
V tomto případě je možné říci, že se jedná o nejrozšířenější model, protože je velmi snadno použitelný v každém oboru. Do této skupiny se řadí nabídky jako:
- parkování zdarma při nákupu v obchodním centru
- poštovné (doprava) zdarma při nákupu nad určitou výši peněžních prostředků
- třetí výrobek zdarma při nákupu 2 různých kusů zboží
- dárek při nákupu nad určitou výši útraty/k určitému výrobku

BOGOF bývá uplatňován i u kosmetických firem. Nejčastěji je možné se s tím setkat zejména v období Vánoc, kdy kosmetické firmy bojují o pozornost zákazníků a je možné najít v regálech obchodů sady obsahující například sprchový gel, šampon a k nim bývá zdarma přidávána například kosmetická taštička, nebo různé jiné produkty (náušnice), které jsou získávány s nízkými výrobními náklady. Je možné najít i produkty prezentované v papírové dárkové kazetě, jež láká zákazníky ke koupi.
Jako příklad tohoto typu prodeje je možné jmenovat firmu zabývající se prodejem snowboardů, která nabízí dopravu zdarma k nákupu nad 1 000 Kč. Běžná cena dopravy činí 99 Kč při nákupu do 1 000,-. Lidé však chtějí získat něco zdarma, a proto si raději něco přikoupí, aby výše nákupu dosáhla požadované hodnoty. 

### Model 2
Tento model bývá nejčastěji využíván v oblasti médií, kdy zákazník dostane např. televizní vysílání, které má být zdarma, ale přitom platí za reklamy objevující se v průběhu vysílání.
Může však být využit i v rámci průzkumu, kdy obsah platí subjekt, který o zákaznících sbírá informace, které následně využívá.

### Model 3
Jedná se o model se kterým je možné se setkat například na letácích zvoucích na akci, kam mají pouze dívky vstup ZDARMA, ale chlapci musí zaplatit. Jako příklad, je možné uvést akci nejmenovaného klubu v Berouně. 

### Model 4
Jedná se o model, který je ve velké míře využíván v supermarketech a hypermarketech, ale praktikují jej i další typy podniků. Nejčastěji jej využívají na potravinářské výrobky. Příkladem mohou být sušenky, které se prodávají v balení 2+1 zdarma za cenu 24 Kč. Tudíž jedno balení vychází na 8 Kč. Normální cena za jedno balení je pak 12 Kč. Jedná se tedy o snížení ceny o jednu třetinu.
Akce bývají pečlivě graficky upraveny, aby zákazníka zaujaly na první pohled. Bývají také umístěny tak, aby byly co nejlépe vidět a jsou doprovázeny i letáky, newslettery, apod. Účelem je nejenom prodat daný výrobek, ale především nalákat lidi do obchodů.
Tyto výhody však bývají aplikovány i na služby. Příkladem pak může být nejmenovaný telefonní operátor. Zákazníkům nabízí různé druhy slev na vybrané aktivity a zboží. Je možné si vybrat například vstupenku do Obřího akvária v Hradci Králové, 2x ájurvédské ošetření za cenu jednoho, apod.. Vstupenka do Obřího akvária je k mání pro dospělého za 120 Kč. Zákazníci tohoto telefonního operátora však získají jednu zdarma, takže sleva celkem činí 120 Kč. Cílem je zatraktivnění operátora a snaha získat nové zákazníky. 